# Dế Choắt (rapper)
Châu Hải Minh (sinh ngày 19 tháng 3 năm 1996), nổi tiếng với nghệ danh DC (trước đây là Dế Choắt), là một thợ xăm kiêm rapper người Việt Nam. Anh là quán quân của chương trình Rap Việt mùa 1 năm 2020.

## Cuộc đời và sự nghiệp
Dế Choắt tên thật là Châu Hải Minh, sinh năm 1996 ở Sóc Trăng. Theo lời kể của Dế Choắt, anh bắt đầu bén duyên với âm nhạc từ năm học lớp 3 khi tham gia đội trống ở trường. Đến năm cấp hai, anh bắt đầu nghe nhạc của rapper Wowy để giải tỏa tâm trạng. Vì gia đình khó khăn, Dế Choắt phải nghỉ học từ năm lớp 9 và rời bỏ gia đình lên Thành phố Hồ Chí Minh làm nghề bốc vác, bán vé số ở quận Tân Bình rồi bán hàng rong ở bệnh viện. Sau một thời gian làm việc, anh chuyển đến Đà Lạt và chuyển sang công việc mặc đồ thú bông làm nền cho khách chụp ảnh kiêm chăn ngựa. Một thời gian sau, anh được một người chỉ dạy xăm và trở thành thợ xăm nổi tiếng ở khu vực.
Năm 2016, Dế Choắt tham gia cộng đồng rap underground và chính thức lấy nghệ danh này. Lý giải về nghệ danh trên, Dế Choắt chia sẻ: "Dế Choắt thấp cổ bé họng nhưng cho Dế Mèn nhiều bài học, lấy được nhiều nước mắt của độc giả. Vì thế, tôi rất thích nhân vật này". Mãi đến năm 2018, khi anh ra mắt MV ca nhạc "Đời lạ lắm à nghen" thì tên tuổi của anh mới được chú ý. Sau khi đóng vai trò viết nhạc cho phim 798 Mười của đạo diễn Dustin Nguyễn, Dế Choắt bắt đầu nổi tiếng hơn, vượt ra khỏi cộng đồng underground. Đến năm 2019, Dế Choắt tiếp tục đảm nhận vai trò viết nhạc cho phim điện ảnh Thập Tứ cô nương với MV ca nhạc "Cố nhân tình". Anh cũng từng có thời gian hoạt động trong nhóm nhạc G5R. Mặc dù có niềm đam mê với rap nhưng con đường của anh không được gia đình ủng hộ.
Năm 2020, Dế Choắt tham gia chương trình Rap Việt và gây ấn tượng với ban giám khảo ở vòng đầu, buộc Wowy và Suboi phải tung nón vàng chiêu mộ. Tuy nhiên, anh đã chọn về đội của Wowy. Sau các vòng tranh tài, Dế Choắt trở thành quán quân đầu tiên của chương trình sau khi đánh bại GDucky ở trận chung kết.
Ngày 20 tháng 1 năm 2021, Dế Choắt và Wowy kết hợp cùng nhau trong MV "Sống gắt". Đây là lần hợp tác đầu tiên giữa hai rapper này trong một video ca nhạc. Ngày 27 cùng tháng, Dế Choắt ra mắt MV "Em rơi từ đâu xuống đây", kết hợp cùng với một nghệ nhân đàn bầu. Giữa tháng 3 năm 2021, Dế Choắt ra mắt MV "Gangsta Birthday", kết hợp Aazuki. Tháng 5 cùng năm, anh tiếp tục cộng tác với Azuki trong ca khúc "Đêm ghé tìm cô đơn". Trong thời gian tự cách ly tại nhà vì ảnh hưởng của Đại dịch COVID-19 tại Việt Nam, Dế Choắt tự sản xuất MV "Cô vy đi xa", động viên mọi người vượt qua dịch bệnh. Ngày 11 tháng 11 năm 2021, Dế Choắt ra mắt MV "Tới công chiện", thể hiện tình yêu với mẹ theo phong cách hiện đại, trẻ trung. Trong MV, anh cũng rap một đoạn bằng tiếng Anh với mong muốn hướng đến thị trường quốc tế. Cùng thời điểm này, anh quyết định đổi nghệ danh thành DC. Theo Dế Choắt, "DC không chỉ là rapname, mà còn đại diện cho cái mới, là sứ mệnh mà Dế Choắt vẫn chưa thực hiện được. Dế Choắt sẽ tự tay đạo diễn cho chính cuộc đời, được là chính mình trên con đường đã chọn".

## Hoạt động thiện nguyện
Tháng 11 năm 2020, Dế Choắt cùng rapper Wowy đến Quảng Ngãi hỗ trợ cư dân nơi đây dựng nhà, khắc phục hậu quả sau lũ.

## Đời tư
Dế Choắt có bạn gái tên là Huỳnh Như. Cô từng xuất hiện trong MV "Sài Gòn buồn quá em ơi" của rapper này.

## Giải thưởng và đề cử
| Năm  | Lễ trao giải                  | Hạng mục                 | Kết quả   | Chú thích     |
| ---- | ----------------------------- | ------------------------ | --------- | ------------- |
| 2021 | Giải thưởng Âm nhạc Cống hiến | Nghệ sĩ mới của năm      | Đoạt giải | [ 28 ] [ 29 ] |
| 2021 | WeChoice Awards               | Nhân vật truyền cảm hứng | Đoạt giải | [ 30 ] [ 31 ] |